# Hoya neoebudica
Hoya neoebudica är en oleanderväxtart som beskrevs av André Guillaumin. Hoya neoebudica ingår i släktet Hoya och familjen oleanderväxter. Inga underarter finns listade i Catalogue of Life.